# 森重航
森重航（日语：／ Morishige Wataru，2000年7月17日—），日本速度滑冰運動員，他代表日本隊參加了中國舉行的2022年冬季奧林匹克運動會，並且在男子500米比賽上獲得銅牌。